# Phragmanthera talbotiorum
Phragmanthera talbotiorum là một loài thực vật có hoa trong họ Loranthaceae. Loài này được (Sprague) Balle miêu tả khoa học đầu tiên năm 1956.